# Asesinato de Charlise Mutten
Charlise Mutten (11 de agosto de 2012-11 o 12 de enero de 2022) fue una niña australiana de nueve años, desaparecida presuntamente el 13 de enero de 2022 de la finca para bodas Wildenstein Estate, en Mount Wilson, en la zona de las Montañas Azules de Nueva Gales del Sur (Australia). Mutten, que vivía con su abuela en Coolangatta (Queensland), estaba visitando a su madre, Kallista Mutten, y al prometido de esta, Justin Stein, en la finca, propiedad de la familia del último. El cuerpo de la niña fue descubierto el 18 de enero, a unos 65 km de Mount Wilson. Stein fue acusado del asesinato.

## Trasfondo familiar
La pequeña vivía con su abuela materna en Coolangatta desde que tenía cinco años. Sus padres se separaron poco después de que ella naciera y no mantenía contacto con su padre. Su madre, Kallista, había sido encarcelada durante tres años tras ser condenada por conducción peligrosa con resultado de muerte y por conducir bajo los efectos de las drogas. El prometido de su madre, Justin Stein, había salido en libertad condicional en noviembre de 2020 de una condena de seis años y medio por posesión de drogas en 2016. Su familia es propietaria de la finca Wildenstein. La pareja mantuvo correspondencia durante los dos últimos años de la condena de Kallista y se comprometió poco después de su puesta en libertad. Llevaban 13 meses prometidos en el momento de la desaparición de Charlise.

## Desaparición
Mutten fue vista por última vez la tarde del 13 de enero, pero no se denunció su desaparición a la policía hasta el día siguiente. Los servicios de emergencia la buscaron durante cinco días sin encontrarla. Los vecinos dijeron a la policía que habían visto un coche que salía del complejo turístico sin faros hacia las 4:30 horas de la madrugada del 14 de enero.

## Descubrimiento del cuerpo
El 18 de enero, la policía descubrió un cadáver infantil en un barril cerca del río Colo, a una hora aproximadamente de Mount Wilson. Stein fue detenido en su domicilio de Surry Hills y acusado de asesinato. El 13 de enero había intentado sin éxito botar una barca en varios lugares tras comprar cinco sacos de arena de 20 kg. Posteriormente se siguió la pista de su vehículo hasta el río Colo mediante GPS y grabaciones de CCTV. El vehículo, un cupé (tipo de automóvil llamado ute en Australia) Holden Colorado rojo que remolcaba una barca, fue avistado en Marsden Park, Drummoyne, Windsor y en las estribaciones del río Colo. Un objeto grande en la bandeja del automóvil ya no estaba presente después de que el vehículo abandonara la zona fluvial.
La policía afirma que Mutten fue asesinada el 11 o el 12 de enero, cuando se quedó sola con Stein mientras su madre pasaba la noche en un parque de caravanas, también propiedad de la familia de Stein. La policía confirmó que Charlise murió por una herida de bala de un arma de pequeño calibre.
Stein se encuentra en prisión preventiva en la cárcel de Silverwater. Debía comparecer ante el tribunal en marzo de 2022, no personándose en la sala en la sesión en la que el tribunal local de Penrith le agregó el cargo de "interferencia indebida con un cadáver o restos humanos". Los documentos en poder de la fiscalía alegan que el presunto asesino se enfrentaba a delitos relacionados con la posesión ilícita de armas de fuego, después de que la policía le incautara dos armas (una escopeta y un rifle) escondidas en un refugio en el monte. Los documentos judiciales alegaron que Stein las robó de una casa vecina en agosto de 2021, lo que implicaría un cargo de allanamiento con agravantes, si bien parecen descartar que fueran usadas para asesinar a la niña.

## Papel en los medios
El caso Mutten ha puesto de relieve una ley de Nueva Gales del Sur más severa que la de cualquier otro estado. A partir del momento en que el acusado es inculpado de un delito en el que está implicado un menor, el nombre del niño, y cualquier información que lo identifique, ya no puede difundirse. Esto ocurre a pesar de que el nombre de la niña circuló ampliamente durante la búsqueda anterior. En el caso de Mutten, un familiar cercano tuvo que dar permiso a los medios de comunicación para identificarla.